# Judith Rakers
Judith Rakers (desde 2009 Judith Rakers-Pfaff) (Paderborn, 6 de janeiro de 1976) é uma jornalista alemã.